# Edmondia sesamoides
Edmondia sesamoides là một loài thực vật có hoa trong họ Cúc. Loài này được (L.) Hilliard mô tả khoa học đầu tiên năm 1981.